# Plaesius bengalensis
Plaesius bengalensis är en skalbaggsart som beskrevs av Lewis 1906. Plaesius bengalensis ingår i släktet Plaesius och familjen stumpbaggar. Inga underarter finns listade i Catalogue of Life.